# プライヤ

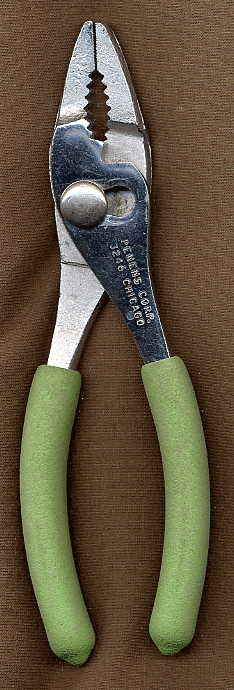
日本で標準的なプライヤ（英米ではSlip joint combination pliers）

プライヤの正式名称は、コンビネーションプライヤ(JISB4614 英文:Slip joint combination pliers with cutters)である。ペンチ(Cutting pliers)よりも開口範囲を大きくとるため、ピボット（ジョイント部分）がスライド構造となっている工具。大きな物をはさむ場合、ピボットを握り方向にスライドさせることで、先端部分が大きく開く（通常この状態では先端部分は完全に閉じない）。通常のペンチよりも、はさめる物の範囲が多いため、自動車の車載工具によく採用される。現在では、1940年に燕三条で創業した株式会社五十嵐プライヤーが日本国内唯一のプライヤ専業のメーカーである。
英米ではペンチを含む挟み工具全般をプライヤ (pliers:常に複数表示) と呼ぶ。ピボット（ジョイント部分）がスライド構造の日本で標準的なプライヤはその中の一種で、Slip joint combination pliersに相当。コンビネーション(Combination)の名前は、日本語で「複合機能」の意味があり、物を先端で挟み・あごの中央部でつかみ・結合軸付近で軟鋼線を剪断切断するという3つの機能がある事からきている。そのほかには、たとえば、ニードルノーズプライヤ needle nose pliers(あるいは"long-nose cutting pliers") （ラジオペンチ）、ロッキングプライヤ(バイスグリップ)などと、それぞれpliersの中の一種として扱われる。

## プライヤの歴史
人類が火で料理する方法を発見した時から、料理したものを掴む何らかの道具はあった。
熱い物を安全に取り扱うために使われる道具は、通常やっとこと呼ばれている。
そして、人類が金属で工具を製造する事を学んだ時、プライヤも金属で製造され始めた。金属製プライヤが最初に使用されたのは、ヨーロッパで紀元前2000年頃との記録がある。プライヤが創り出されるまで、やっとこは金床で真赤に加熱された鉄を打つ時に、それをつかむことに使用された。この例はやっとこを使っているギリシャの神ヘーパイストス(Hephaistos)の イラスト によって示されている。そしてその形は、現在まで当初とほとんど変化のない形状で残っている。
プライヤを考える大きな原則のひとつは、その形状が機能に従うということである。人類は、物をつかむ問題に遭遇したその時々に、問題を解決するためにプライヤを設計した。これにより、たくさんの異なるデザインのプライヤが出来た。馬に蹄鉄をはかせたり、鋭い有刺鉄線の垣根を張ったりすることのような特定の仕事で働くための人達が使うプライヤがある。そして、ワイヤーを切ることやスナップリング・ファスナーのようなひとつの機能のためにだけ設計されているプライヤがある。また、それとは逆に例えば、ねじの切断、ワイヤー切断、ワイヤーの絶縁体の皮むき、コネクタの圧縮も一丁で出来る多機能なプライヤもある。
これにより、今日生産されるプライヤのモデルは驚異的な数の異なるモデルとなった。現在、一般的に使用されるタイプとして約100種類はある。しかし、プライヤのモデルの圧倒的な数は、プライヤをどんな工具箱の中でも最も役に立つ工具のひとつとした。やるべき特定の仕事がある場合、そして、それがプライヤを必要とするなら、その仕事のために設計されている物を発見することは容易である。

## 機能
全ての手動工具に言えることであるが、プライヤは人間の手の効果を高めるために作られている。プライヤは、てこの原理（2つの腕からなるレバー比の法則）に従って設計されており、アゴまたは先端で、より大きな力に握り部の小さい力を変えることが出来る。プライヤで大きな力をだす場合、左右の本体を接合しているリベットの中心から掴み部や切断刃までの距離を出来る限り小さく、そしてハンドルの握り部までの距離を大きくする。ただし、エレクトロニクスや精密機器の場合は、多くの場合それほど大きな力を必要としないので狭い場所での作業もより簡単に出来る様にコンパクトなタイプになっている。

### 用途によるタイプ分類
プライヤの最も一般的なタイプの個別の呼び名は、コンビネーションプライヤ・ラジオペンチ・ニッパ・メカニックプライヤ・ウォーターポンププライヤである。
- 切断と掴むタイプ: コンビネーションプライヤ、ラジオペンチ等
- 切断と挟むタイプ: ペンチ等
- 掴むタイプ: フラットペンチ、ロングノーズプライヤ、ウォーターポンププライヤ等

### 結合部の方式
コンビネーションプライヤ（スリップジョイントプライヤ）の結合部方式は、レイオンジョイント(lay-on joint)方式と言う。プライヤの左右本体は、リベット留めかボルト・ナットにより組み合わされているレイオンジョイント方式のプライヤが一般的である。通常あご間の距離が、ハンドルを90度開くと軸の細くなっている方向と本体溝のスリップする方向が一致して、穴の狭いところを通って隣の穴にスリップして、口の開きを調節できるように結合軸と本体溝部形状が設計されている。これにより、プライヤの歯は異なる大きさの物を掴むことが出来る。設計により、あごは二つ以上のサイズに調節する事が出来るが、コンビネーションプライヤは二段階調節である。
結合部がラップジョイント（重ね合わせ）方式の例は、ニッパが代表的である。本体と一緒に研磨されたこの種のジョイントを見ると、ハンドルの結合部リベットが固定され、プライヤのハンドルは結合部を回転中心に回る。この種の結合部を製造する方法は、ジョイントリベットの両端をかしめるタイプと、もう一つの方法は、実際にひとつの鍛造ハンドルと一体となっている結合軸に、他のハンドルを挿入後、一体軸先端をかしめて保持させる方法がある。これらの種類の結合部は非常に隙間なくしっかりと組み合わせられる。
ボックスジョイント方式の例は、ウォーターポンププライヤでみられる。この種の結合方式は、プライヤ本体の半分がプライヤの残り半分の本体の切れ込み溝に通される。その後、あごを多くの異なるサイズに合わせる事が出来る特別なボルトを取り付ける。ウォーターポンププライヤ（ボックスジョイントプライヤ）は、硬化された特殊合金鋼でできているので高価であるが、大部分の軟鋼製プライヤより過酷な作業に使う事が出来る。ボックスジョイント結合方式は、最初の二つの結合方式より適用されるプライヤが少ない。

### 材質
プライヤは、合金か非合金工具鋼の鍛造品である。標準タイプは、0.45パーセントの炭素含有量の工具鋼が使用される。最高品質で強力品は、より高い炭素含有量かクロムやバナジウムなどを含む材料から作られる。

## 種類

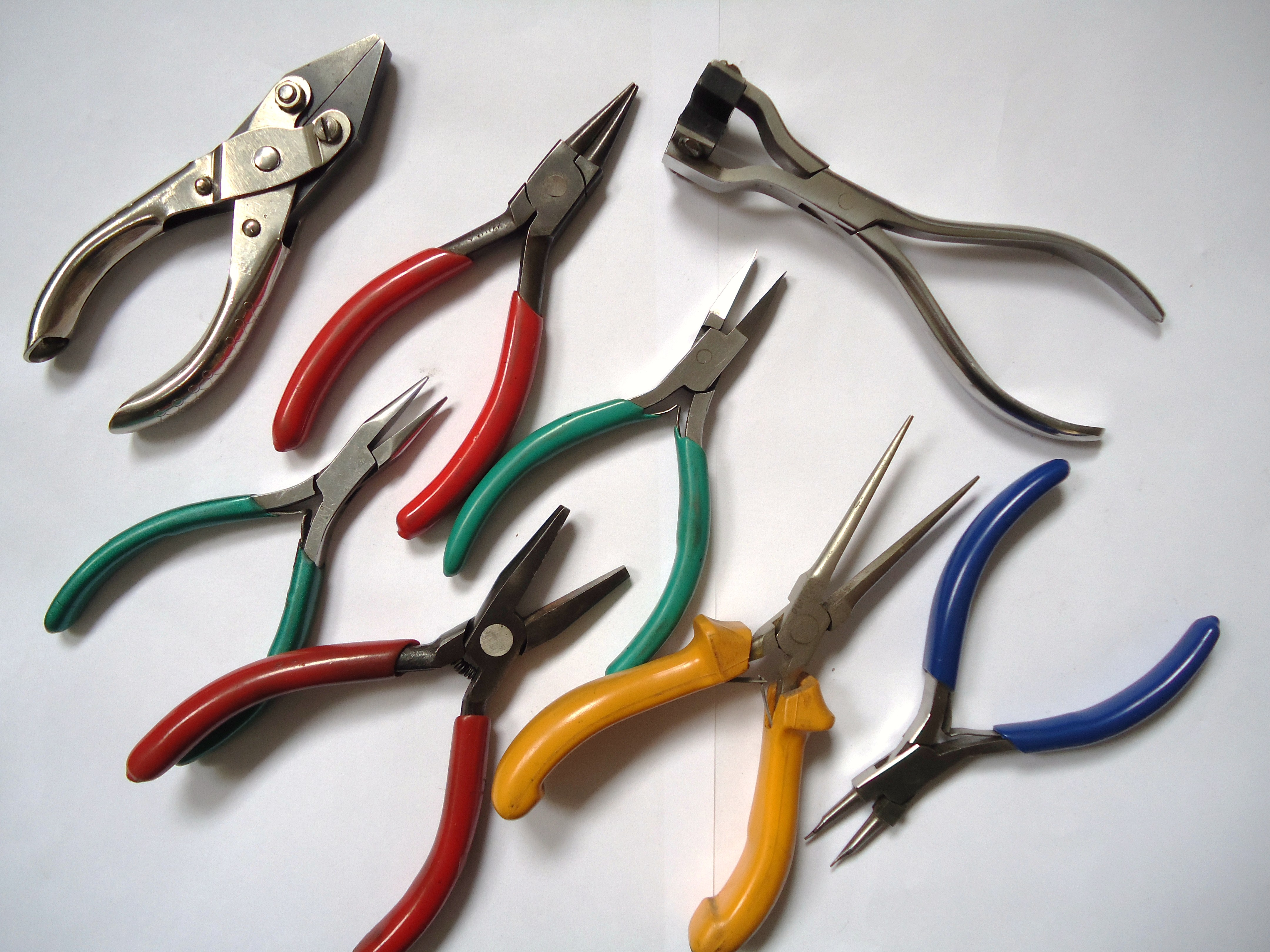
色々なタイプのプライヤ

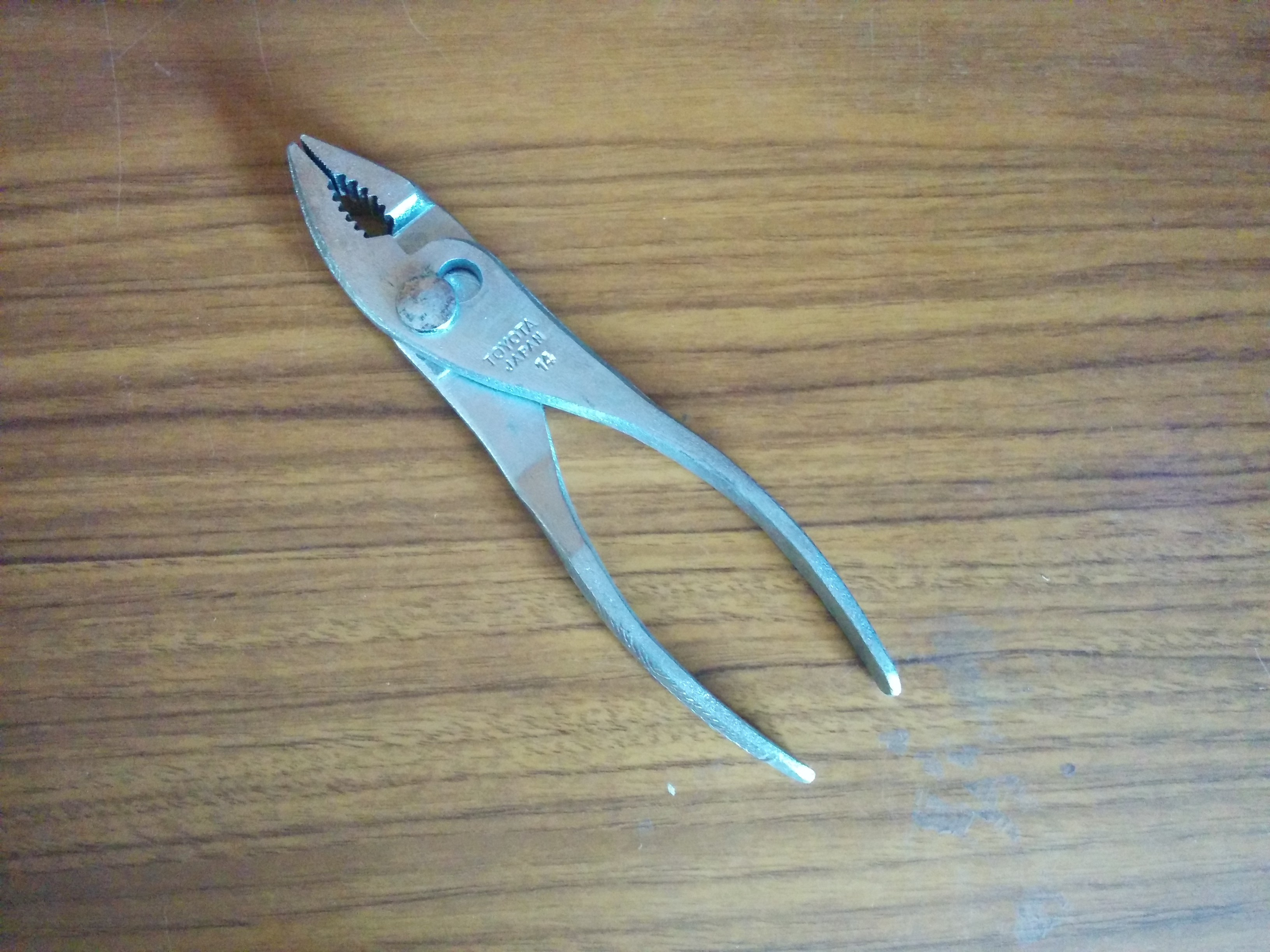
トヨタの車載工具として採用されているコンビネーショプライヤー

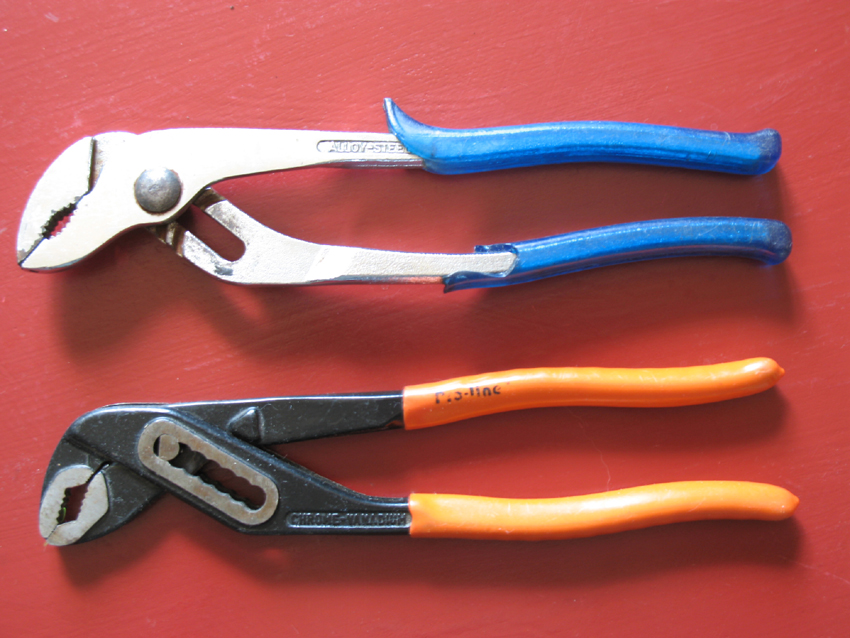
ウォーターポンププライヤ

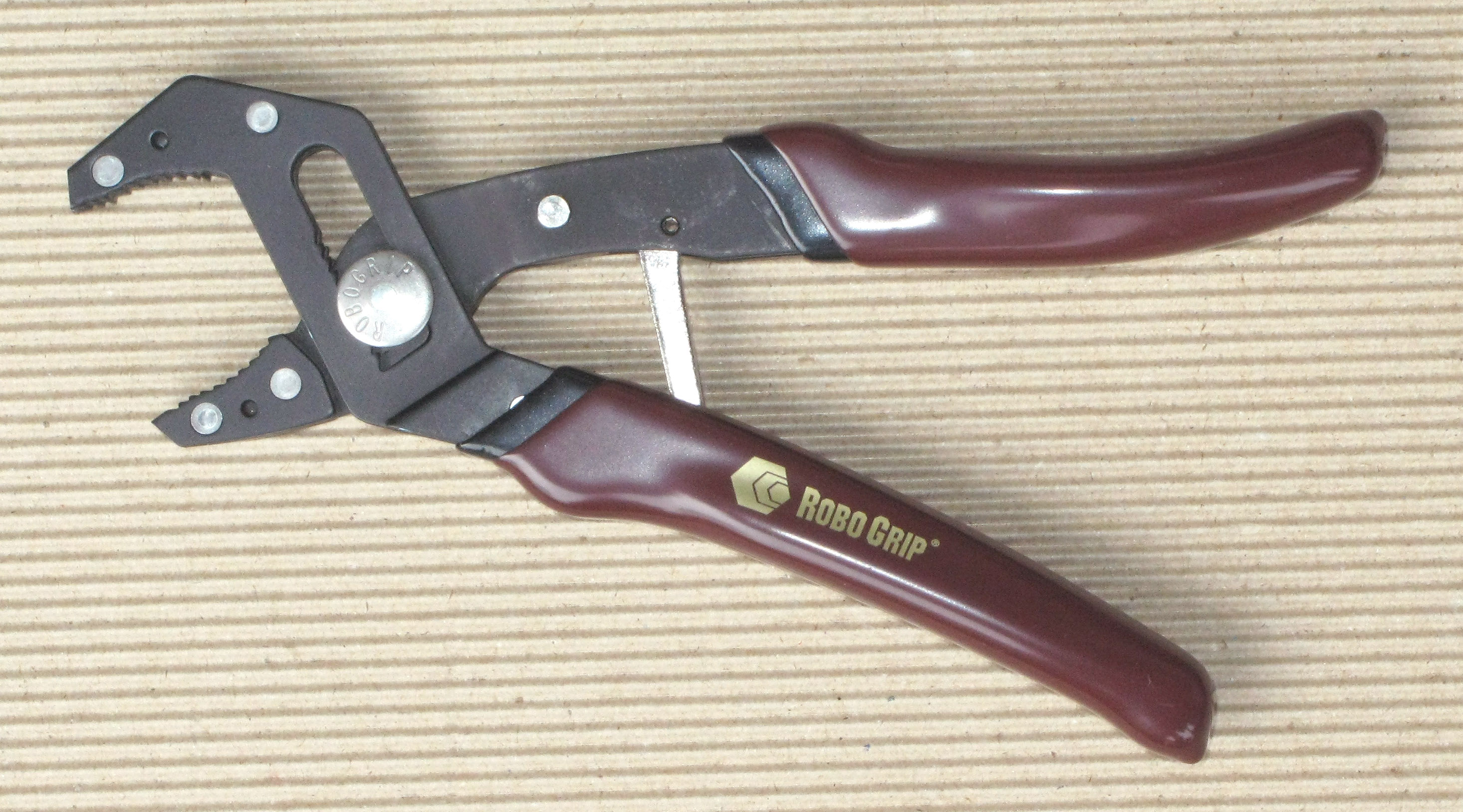
ROBOGRIP 　　ロボグリップ

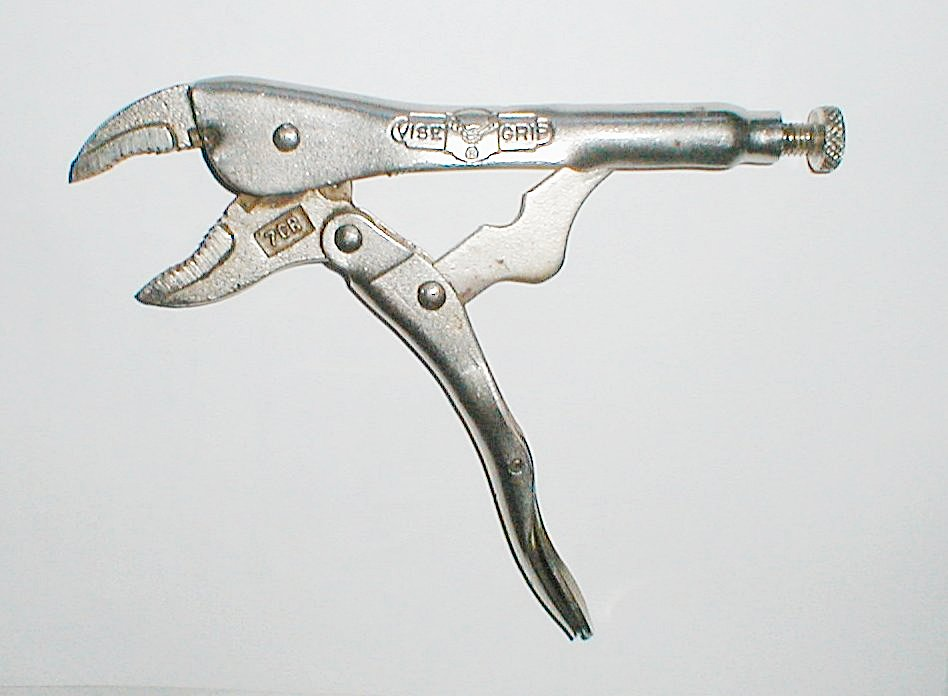
ロッキングプライヤ

各作業に合わせた形状や、付加機能を備えたプライヤがある。
コンビネーションプライヤ
ハンドルを大きく開くと、結合部をすべらして口幅を大きくして幅の広い対象物を挟む事が出きる。4ミリ程度の線材の（せん断）切断も出来るタイプ。ただし、結合部にガタの多い工具であるので、あまり細い線材は切る事が出来ない。呼び150と200の2種類がある。材質は、クロム鋼が使われている。結合部は軸だけのタイプと、より強力な荷重に耐えられる、軸及び軸穴部分を本体と一体に鍛造して、結合軸に力のかからない構造のタイプがある。
使用方法は、挟んだりくわえたりする場合には、小さいものは先端を用い、大きいものは凹部のギザギザ部分を用いる。また、針金や細いケーブルは、ジョイント部寄りの挟み部分でカットできる構造となっている。
シンノーズプライヤ
くわえ部を薄くしたもので、狭い場所での使用に便利である。
ベントノーズプライヤ
シンノーズプライヤのくわえ部を30度曲げたもの。
ロングノーズプライヤ
先端部分を細く長くしたプライヤ。ただし、結合部は固定式でスリップ機能は付いていない。
ペンチプライヤ
ペンチの刃（クサビ切断）とプライヤの挟み部を組み合わせたもの。
ペンチ
電工ペンチは、端子やコードをつかんだり、曲げたり、電線を切断する事が出来る。日本ではプライヤよりも普及していて一般工具としてなじみが深く、針金を曲げたり、切ったりするのに良く使われる。詳細はペンチを参照のこと。
ウォーターポンププライヤ
開口部の方向を30～45°ほど曲げたプライヤである。これはその名のとおり、家庭の水道管やガス管など手元が狭い場所の工事をする際に用いられる。日本の職人の間では「アンギラ」とよく呼ばれるが、これは。ロブテックスの登録商標アンギラスを略したもの。「ポンプラ」の略称でも呼ばれる。
JISB4626「ウォータポンププライヤ」には、口幅開きの調節方式は規定されていない。スライドする支点の主な方式としては、「ピンタイプ（ボックスジョイント）」「スライドピボット」と「溝タイプ（グルーブジョイント）」がある。3枚合わせの「ピンタイプ」は、ドイツのクニペックス(KNIPEX)が1973年に最初に開発している。ピンタイプは、D形状のピンにより溝をスライドさせて支点を5から7カ所替える事が出来る。溝（グルーブジョイント）方式のウォーターポンププライヤは、1933年アメリカのチャンネルロック(Channellock)の技術者ハワード・マニングが最初に開発し、1934年に特許を取得した。他のタイプに比べスライドする支点回転部が大きな負荷に耐える事の出来る凹凸の溝で構成されている。
ウォーターポンプ プライヤは、調整の段数が多く、かなり大きな物までつかめるプライヤである。握り手も長いので、より強い力でものを掴むことができる。水道やガス用メータ周りの配管接続や、パイプの回り止め保持の場合、パイプレンチの代わりにと、配管工事業者にとってはなくてはならない工具である。アゴ(ジョー・歯)の形状や大きくつかめるサイズを変更する軸の部分の構造の使い勝手の改良に各社色々の工夫をしている。対象物を傷つけないように、アゴの部分が柔らかい金属やプラスチック製部品を取付けた物もある。
自動調節プライヤ
ウオーターポンプ プライヤは、挟める幅が広いが厚みに合わせて予め軸を合わせてからハンドルを握って対象物をはさむ操作が必要となり手間がかかる。
1984年に歯科医師のHal Wrigieyはこの不満を解消するために彼の地下室で、エンジニアのWilliam A. Warheit(ウイリアム・A・ウォーヘイト)と、柄を握るだけで自動的に軸の設定と対象物をはさむ作業が連続して出来る機構を備えた自動調節プライヤ「ROBOGRIP（ロボグリップ）」を開発、シアーズの研究所でテストを行った後、クラフトマン(en:Craftsman (tools)のブランドで販売するとヒット商品になった。
「ROBOGRIP」は、（1987年米国特許登録No.4651598/日本特許庁特許登録 第1761629号)は、1990年にApplied Concepts, Inc.から出願され1991年に米国特許庁[登録商標]1646651 となっている。その後所有権がWF ACQUISITION, INC.に変更となった。
KINPEX社もロボグリップを意識して自動開口調整が出来るウォーターポンププライヤ「スマートグリップ」を発売した。日本では、2006年より発売。特許は、2003年にドイツ にて出願し2004年には国際出願 している。日本には2004.5.24に出願 (特願2006-529901) している。
類似品の商品名には、「オートマチックモンキープライヤ」「自動調節万能プライヤ」「SELF-ADJUSTING PLIER」「Slip-Joint Pliers」等がある。
スナップリングプライヤ
C型のスナップリング着脱専用工具。軸用と穴用の2種類があり、そして用途に応じて直・曲の爪がある。また、軸・穴兼用タイプもある。
ロッキングプライヤ（バイスグリップ）
1924年にデンマーク出身のウイリアム・ピーターセン(William Petersen)によってアメリカで作られたのが最初。一番の特徴はハンドルを握るだけでロックし、ロックされると、物をくわえたまま強く握り締めている必要がなく、固定したまま手をはなすことができる。『カーブ』『ストレート』『ロングノーズ』『溶接用』『板金用』といろいろな種類がある。バイスグリップ(Vise-Grips.)の名称で一般化しているが、アメリカen:IRWIN社の登録商標 である。
発明の動機は、彼は片手でプライヤを使って品物をつかみ、もう一方の手で作業をするのに苦労していた。時々、作業に両手を必要としたので、片手でプライヤを閉じ続けないと品物を保持出来ないプライヤではなく、手を放しても常に品物を保持した状態に出来るプライヤを開発した。このように作業の必要に迫られた結果が、ロッキングプライヤの発明となった。
第二次世界大戦の時、ロッキングプライヤは、造船において溶接する時に鉄板を保持するのに使われた。最初に製造されたロッキングプライヤはクイックリリースレバーを備えていなかったが、1957年に加えられ、プライヤを取り外すことをより簡単にした。
先端部の形状を変える事によりロングノーズ・ベントノーズ・曲線アゴタイプ・Cクランプタイプ・板金用タイプ・溶接用タイプ・直線アゴタイプ・チェーンタイプ等の異なる対象物に適した先端デザインの多くの種類のロッキングプライヤが開発され、技術者のどんな要求にも応えることが出来る様になった。
最近では、ロックジョーという自動アジャスト機能のついたタイプが発売されている。バイスグリップは、良い位置で強力にロックするには、グリップ末端に付いているネジを調節する必要がある。ロックジョーでは、調節の必要が無く掴むだけで適切な位置でロックが可能である。ただし、ロックする力が従来品に比べ少し弱くなるが、頻繁に脱着をする場合には非常に便利な機構である。それぞれの特徴を理解して使用目的によって使い分けが必要である。
ロッキングプライヤは、口先の形状により大別して4タイプのものがある。
コンビネーションタイプ
一般にバイスグリップと呼ばれている標準タイプ品。
ロングノーズタイプ
口先が細く尖っており、自転車やオートバイのメンテナンスでよく使用される。
C型クランプタイプ
口先がアルファベットのC形状をしている事よりC型クランプと呼ばれる。パネルとパネルを溶接する時万力の代わりに使用される。
パッドクランプタイプ
口先が板状になっていて、押さえつける力を一点に集中する事無く平面で押さえつけるので、つかむ物をつぶしたり変形させる事が少ないタイプである。
鉗子
鉗子（Forceps）は主に手術に使われるプライヤで、掴む対象により様々形状がある。近年ではプラスチック製の使い捨て鉗子もある。  はさみ型が多く使われるためシザープライヤ（Scissor Plier）とも呼ばれる。